# Marcelino dos Santos
Marcelino dos Santos   (Lumbo, 20 de maig de 1929 - Maputo, 11 de febrer de 2020) fou un polític i poeta de Moçambic.

## Biografia
Era fill de Firmindo dos Santos (activista pels drets dels negres) i Teresa Sabino dos Santos, i era mulat. De jove va créixer i estudiar a Lourenço Marques (Maputo) i després va anar a l'Institut Industrial de Lisboa a Portugal (1947). Va allotjar-se a la Casa dos Estudantes do Imperio, on va conèixer Amílcar Cabral (Guinea Bissau), Agostinho Neto (Angola), i Eduardo Mondlane (Moçambic). Quan el 1950 Neto fou arrestat i Mondlane deportat als Estats Units, va marxar a París. Allí va viure amb diversos escriptors i artistes i col·laborà amb la revista Présence Africaine.
El 1957 va participar en la fundació a París el Moviment Anti-Colonial. Després es va unir a la UDENAMO. Va participar en la fundació de la Conferència de les Organitzacions Nacionalistes de les Colònies Portugueses (CONCP) a Casablanca l'abril de 1961. Fou també un dels fundadors del Frelimo el juny del 1962. El 1964 fou secretari d'afers exteriors del partit i desenvolupà una tasca important per al front davant l'ONU i l'Organització per a la Unitat Africana. El 1969 fou membre del triumvirat que va agafar el control del Frelimo (abril) fins al novembre, quan Uria Simango fou expulsat i Samora Machel, de la tendència marxista radical afavorida per Dos Santos, nomenat president. Com que era mulat, Dos Santos va preferir restar a l'ombra i deixar que Machel, totalment negre, ocupés la posició principal, però va restar l'ideòleg del partit fins que al començament dels noranta aquest va abandonar la línia comunista. Fou vicepresident del partit del 1969 al 1977, i vicepresident de Moçambic del 25 de juny de 1975 al 1977. Fou diverses vegades ministre, membre del Buró Polític del Comitè Central del FRELIMO que va governar provisionalment el país a la mort de Samora Machel el 1986, president del Parlament (1987-1994) i membre del Comitè Central del Frelimo on representa la línia més esquerrana, ara en minoria.
Com a poeta publicà poesies sota els pseudònims Kalungano i Lilinho Micaia a la revista O Brado Africano, i un llibre sota el seu nom real, titulat Canto do Amor Natural, publicat el 1987 per l'Associação dos Escritores Moçambicanos.